# Società Sportiva Amatori Modena 1963
Questa voce raccoglie le informazioni riguardanti l'Amatori Modena nelle competizioni ufficiali della stagione 1963.

## Maglie e sponsor
| 1ª divisa |

## Rosa
| N° | Naz.                      | Ruolo | Sportivo         |  |  |  |
| -- | ------------------------- | ----- | ---------------- |  |  |  |
| ?  | Italia (bandiera)         | E     | Aldo Baraldi     |  |  |  |
| ?  | Italia (bandiera)         | E     | Claudio Brezigar |  |  |  |
| ?  | Italia (bandiera)         | E     | Flaminio Rinaldi |  |  |  |
| ?  | Italia (bandiera)         | E     | Gastone Tavoni   |  |  |  |
| ?  | non conosciuta (bandiera) | P     | ?                |  |  |  |

- Allenatore: ?